# Парта
Парта је насеље у граду Вршац, у Јужнобанатском округу, у Србији. Према попису из 2022. било је 354 становника.
Овде се налази ФК Победа Парта.

## Историја
У историјском периоду Парта је имала више имена:
- Година 1421. – Патрик (Patrygh)
- Година 1713. – Парта

Године 1421, помиње се duo Patrygh као посед Јована де Јанка у Крашовском комитату (округ). Патрик је име особе.
Калуђери српског манастира Пећке патријаршије су 1660. године свратили на кратко у село Парту. Пред њих су изашли први људи села, кметови: Јаков кнез, Милутин и Даба и предали сакупљен прилог од целог места у износу 200 аспри "на благословеније". Кнез је том приликом дао од себе прилог у вредности коња "ждрепца". Парта је 1713. године бројала 16 кућа а 1749. године 33 куће. Аустријски царски ревизор Ерлер је 1774. године констатовао да место Парта припада Вршачком округу и дистрикту. Село је милитарског статуса а становништво влашко.
Када су Турци 1739. године упали у село, да не би ишли у војску и ослободили их се, село је Турцима дало харач, једну кесу гроша.
Црква је подигнута 1825. године. Године 1827, пописано је 617 православних и 2 католика
Дана 9. новембра 1848. године село су спалили Мађари, јер су становници пуцали на мађарске трупе. Бројно кретање становништва: 1869. – 471 становник; 1880. – 575; 1900. – 667; 1910. – 749 становника. На дан 31. јануара 1921. године пописано је 740 становника, од којих је било: Срба – 732; Немаца – 6 становника; Румуна – 2.
Купац српске књиге 1844. године је учитељ Јован Лазић из Парте.
Почетком 20. века Парта има статус мале општине. Било је 1905. године у месту 140 домова, од којих су 121 српски. Од укупнг броја становника 706, на Србе отпада 633 а остало су Румуни. Од јавних здања ту су православна црква и комунална школа. Пошта је била у Јасенову а брзојав (телеграф) у "Темешстражи" (Стражи). У Парти је српска православна црквена општина и парохија. Председник црквене општине је 1905. године Тома Стојановић, а перовођа Стеван Нешков. Православно парохијско звање је основано у 18. веку а црквене матрикуле се воде од 1775. године. Православна црква посвећена Св. великомученику Димитрију грађена је 1825. године и има само два звона. Парохија је најниже шесте платежне класе, нема парохијски дом а земљишна сесија износи 34 кј. Парохијом администрира поп Стеван Дејановић парох Орашачки. Школа је основна, од 1872. године комунална по статусу, а иста има обједињених шест разреда у једној дворници (учионици). Учитељ Јован Токић ради са 61 учеником у редовној настави и још 34 ђака, старијег узраста у пофторној (недељној) школи.

## Демографија
У насељу Парта живи 357 пунолетних становника, а просечна старост становништва износи 41,7 година (41,0 код мушкараца и 42,3 код жена). У насељу има 138 домаћинстава, а просечан број чланова по домаћинству је 3,22.
Ово насеље је великим делом насељено Србима (према попису из 2002. године), а у последња три пописа, примећен је пад у броју становника.
|  |

| Демографија | Демографија | Демографија |
| Година      | Становника  | Становника  |
| ----------- | ----------- | ----------- |
| 1948.       | 731         |             |
| 1953.       | 716         |             |
| 1961.       | 770         |             |
| 1971.       | 737         |             |
| 1981.       | 629         |             |
| 1991.       | 518         | 497         |
| 2002.       | 444         | 448         |

| Етнички састав према попису из 2002.‍ | Етнички састав према попису из 2002.‍ | Етнички састав према попису из 2002.‍ | Етнички састав према попису из 2002.‍ | Етнички састав према попису из 2002.‍ |
| ------------------------------------ | ------------------------------------ | ------------------------------------ | ------------------------------------ | ------------------------------------ |
|                                      |                                      |                                      |                                      |                                      |
| Срби                                 | Срби                                 |                                      | 424                                  | 95,49%                               |
| Румуни                               | Румуни                               |                                      | 4                                    | 0,90%                                |
| Мађари                               | Мађари                               |                                      | 3                                    | 0,67%                                |
| Чеси                                 | Чеси                                 |                                      | 1                                    | 0,22%                                |
| Немци                                | Немци                                |                                      | 1                                    | 0,22%                                |
| Албанци                              | Албанци                              |                                      | 1                                    | 0,22%                                |
| непознато                            | непознато                            |                                      | 10                                   | 2,25%                                |

| Година пописа     | 1948. | 1953. | 1961. | 1971. | 1981. | 1991. | 2002. |
| ----------------- | ----- | ----- | ----- | ----- | ----- | ----- | ----- |
| Број домаћинстава | 180   | 175   | 192   | 197   | 191   | 167   | 138   |

| Број чланова      | 1  | 2  | 3  | 4  | 5  | 6 | 7 | 8 | 9 | 10 и више | Просек |
| ----------------- | -- | -- | -- | -- | -- | - | - | - | - | --------- | ------ |
| Број домаћинстава | 24 | 36 | 25 | 20 | 17 | 7 | 6 | 3 | 0 | 0         | 3,22   |

| Пол    | Укупно | Неожењен/Неудата | Ожењен/Удата | Удовац/Удовица | Разведен/Разведена | Непознато |
| ------ | ------ | ---------------- | ------------ | -------------- | ------------------ | --------- |
| Мушки  | 183    | 51               | 114          | 11             | 6                  | 1         |
| Женски | 188    | 21               | 116          | 41             | 8                  | 2         |
| УКУПНО | 371    | 72               | 230          | 52             | 14                 | 3         |

| Пол    | Укупно                    | Пољопривреда, лов и шумарство | Рибарство                            | Вађење руде и камена | Прерађивачка индустрија       |
| ------ | ------------------------- | ----------------------------- | ------------------------------------ | -------------------- | ----------------------------- |
| Мушки  | 93                        | 65                            | 0                                    | 0                    | 10                            |
| Женски | 53                        | 40                            | 0                                    | 0                    | 2                             |
| УКУПНО | 146                       | 105                           | 0                                    | 0                    | 12                            |
| Пол    | Производња и снабдевање   | Грађевинарство                | Трговина                             | Хотели и ресторани   | Саобраћај, складиштење и везе |
| Мушки  | 0                         | 3                             | 2                                    | 0                    | 3                             |
| Женски | 0                         | 0                             | 2                                    | 0                    | 0                             |
| УКУПНО | 0                         | 3                             | 4                                    | 0                    | 3                             |
| Пол    | Финансијско посредовање   | Некретнине                    | Државна управа и одбрана             | Образовање           | Здравствени и социјални рад   |
| Мушки  | 0                         | 0                             | 0                                    | 2                    | 3                             |
| Женски | 0                         | 0                             | 1                                    | 2                    | 4                             |
| УКУПНО | 0                         | 0                             | 1                                    | 4                    | 7                             |
| Пол    | Остале услужне активности | Приватна домаћинства          | Екстериторијалне организације и тела | Непознато            | Непознато                     |
| Мушки  | 2                         | 0                             | 0                                    | 3                    | 3                             |
| Женски | 0                         | 0                             | 0                                    | 2                    | 2                             |
| УКУПНО | 2                         | 0                             | 0                                    | 5                    | 5                             |